# Shota Otsuka
Shota Otsuka (大塚 翔太 Otsuka Shota?, nacido el 15 de mayo de 1987 en Kumamoto) es un exfutbolista japonés. Jugaba de centrocampista y su único club fue el Mito HollyHock de Japón.

## Trayectoria

### Clubes
| Club           | País  | Año         |
| -------------- | ----- | ----------- |
| Mito HollyHock | Japón | 2010 - 2011 |

## Estadística de carrera

### Clubes
| Club           | Año   | Liga  | Liga  | Copa J. League | Copa J. League | Copa del Emperador | Copa del Emperador | Total | Total |
| Club           | Año   | Part. | Goles | Part.          | Goles          | Part.              | Goles              | Part. | Goles |
| -------------- | ----- | ----- | ----- | -------------- | -------------- | ------------------ | ------------------ | ----- | ----- |
| Mito HollyHock | 2010  | 15    | 0     | -              | -              | 0                  | 0                  | 15    | 0     |
| Mito HollyHock | 2011  | 0     | 0     | -              | -              | 0                  | 0                  | 0     | 0     |
| Total          | Total | 15    | 0     | 0              | 0              | 0                  | 0                  | 15    | 0     |